# Kogong
Kogong ist ein Lied des deutschen Popsängers Mark Forster. Das Stück ist die vierte Singleauskopplung aus seinem dritten Studioalbum Tape bzw. aus der Neuauflage des Albums Tape (Kogong Edition).

## Entstehung und Artwork
Geschrieben und produziert wurde das Lied gemeinsam von Mark Cwiertnia (Mark Forster), Ralf Christian Mayer und Daniel Nitt. Aufgenommen wurde das Stück in den Londoner Abbey Road Studios. Die Single wurde unter dem Musiklabel Four Music veröffentlicht und durch BMG Rights Management und Larrabeat Publishing vertrieben.
Auf dem Cover der Maxi-Single ist lediglich der Liedtitel in schwarzer Schrift, in einem weißen Herz, vor einem von blau über violett ins rot gehenden Hintergrund, zu sehen. Das Artwork des Coverbildes gleicht dem der vorangegangenen Singleauskopplungen aus Tape. Der Unterschied zu den vorangegangenen Coverbildern besteht darin, dass der Liedtitel bei den Anderen in einem weißen Kreis und nicht in einem Herz dargestellt wurden. Das Coverbild wurde durch Benjamin Kakrow designt.

## Veröffentlichung und Promotion
Die Erstveröffentlichung von Kogong erfolgte als Einzeldownload am 22. September 2017. Das Lied ist ein Teil von Forsters drittem Studioalbum Tape, es befindet sich jedoch nicht auf der regulären Ausgabe des Albums, sondern als Bonus-Track auf der erweiterten Neuauflage Tape (Kogong Edition). Um das Lied zu bewerben folgte unter anderem ein Liveauftritt zur Hauptsendezeit während der ZDF-Show Die Versteckte Kamera – Prominent reingelegt!. Im Finale der siebten Staffel von The Voice of Germany sang Forster das Lied im Duett mit seinem Schützling Benedikt Köstler.

## Inhalt
| „Kogong, kogong, es will durch den Beton. Will immer im Kopf im Loop wie’n alter Katy-Perry-Song. Kogong, kogong, Telegramm nicht angekomm’n. Ich bin fucking Yoko Ono, mein Herz ist Paul und John. Kogong, kogong, kogong, kogong, ich will nix hör’n und hau’ mir auf die Brust wie King Kong. All der Krach umsonst, kogong, kogong.“ – Refrain, Originalauszug | Der Liedtext zu Kogong ist in deutscher Sprache verfasst. Der Begriff „Kogong“ soll das Geräusch eines Herzschlages widerspiegeln. Es sei das was das Herz sagen will, aber man nicht hören könne. Der Begriff „Kogong“ fand sich bereits im US-amerikanischen Tanzfilm Dirty Dancing wieder. Laut eigenen Angaben wusste Forster dies nicht und erfuhr erst davon, als er Freunden und Kollegen das Stück vorspielte. Getextet wurde das Stück von Mark Cwiertnia (Mark Forster) und Daniel Nitt, zusammen mit Ralf Christian Mayer waren die beiden auch für die Entstehung der Kompositionen verantwortlich. Musikalisch bewegt sich das Lied im Bereich der Popmusik. Das Tempo beträgt 130 Beats per minute. Aufgebaut ist das Lied auf zwei Strophen, einem Refrain zwischen den beiden Strophen, einer Bridge nach dem zweiten Refrain sowie einem Outro nach dem dritten Refrain. Der Refrain setzt sich aus Paarreimen zusammen. In diesem nimmt Forster Bezug auf die Musiker John Lennon, Paul McCartney, Yoko Ono und Katy Perry sowie auf die fiktive Affenkreatur King Kong. In einer Pressemitteilung beschrieb Forster den Inhalt von Kogong mit folgenden Worten: Kogong sei das Geräusch, das das Herz macht, wenn man genau zuhört. Das Lied handele von kleinen und großen Dingen, die ihm sein Herz gesagt hatte und die er irgendwie nicht hören konnte. Er hoffe sehr, dass er in Zukunft mehr darauf hören könne, vielleicht sei dieses Lied ja sein Anfang. |

## Musikvideo
Das Musikvideo zu Kogong wurde am 19. September 2017 in Reykjavík sowie dem umliegenden isländischen Hochland gedreht und feierte am 6. Oktober 2017 auf der Videoplattform YouTube seine Premiere. Es beginnt zunächst mit einigem Landschaftsimpressionen Islands, ehe Forster zu sehen ist, der sich in einem Hotelzimmer auf eine Wanderung vorbereitet. Zusammen mit einigen anderen Wanderern fährt er mit einem Bus aus der Stadt hinaus aufs Land. Dort beginnt er seine Tour. Am ersten Abend übernachtet er in einer Wanderhütte. Den zweiten Abend verbringt er in einem Zelt. Während des dritten Tags knickt Forster mitten im Nirgendwo mit dem Fuß um. Er versucht erfolglos, mit dem Handy Hilfe zu erreichen. Nach kurzer Zeit humpelt er weiter, bis er auf eine Straße trifft, auf der ihm ein Auto entgegenkommt, dessen Fahrer ihn wieder mit zurück in die Stadt nimmt. Gegen Ende des Videos sind abwechselnd Szenen Forsters zurück aus dem Hotelzimmer sowie Aufnahmen von ihm, wie er einen Berg erklommen hat und auf diesem die Arme Richtung Himmel ausbreitet, zu sehen. Das Video endet mit Forster, der einsam mit dem Rücken zur Kamera auf der Kante seines Bettes im Hotelzimmer sitzt und seine Mütze abnimmt. Die Gesamtlänge des Videos beträgt 3:42 Minuten. Regie führte zum wiederholten Mal Kim Frank. Bis August 2025 zählte das Musikvideo über 26 Millionen Aufrufe bei YouTube.

## Mitwirkende
| Liedproduktion - Mark Cwiertnia (Mark Forster): Gesang, Komponist, Liedtexter, Musikproduzent - Benjamin Kakrow: Artwork (Cover) - Daniel Nitt: Komponist, Liedtexter, Musikproduzent - Ralf Christian Mayer: Komponist, Liedtexter, Musikproduzent - BMG Rights Management: Verlag - Larrabeat Publishing: Verlag | Musikvideo - Kim Frank: Drehbuchautor, Filmeditor, Filmproduzent, Kameramann, Regisseur - Jan Philipp Grelich: Dronen Operator, Kameraassistent - Grétar Jónsson: Produktionsassistent - Romina Mann: Kostümbildner - Schauspieler: Kristinn Gauti Gunnarsson, Dagný Harðardóttir, Rafn Júlíus Jóhannsson, Rolle Liljeström und Lára Kristín Margrétar-Óskarsdóttir |

## Kommerzieller Erfolg

### Chartplatzierungen
Kogong erreichte in Deutschland Position 34 der Singlecharts und konnte sich insgesamt 17 Wochen in den Charts halten. Das Stück konnte sich ebenfalls mehrere Wochen in den Tagesauswertungen der deutschen iTunes-Charts platzieren und erreichte mit Position sechs seine höchste Notierung. In Österreich erreichte die Single Position sieben und konnte sich insgesamt zwei Wochen in den Top 10 sowie 16 Wochen in den Charts platzieren. In der Schweiz erreichte Kogong Position neun und konnte sich dort ebenfalls zwei Wochen in den Top 10 sowie 18 Wochen in der Schweizer Hitparade halten.
Für Forster als Interpret ist dies, inklusive des Charterfolgs mit seinem Musikprojekt Eff, bereits der zwölfte Charterfolg in Deutschland, sein neunter in Österreich, sowie sein achter in der Schweiz. Es ist sein sechster Top-10-Erfolg in Österreich und sein vierter in der Schweiz. Als Autor ist dies bereits Forsters 14. Charterfolg in Deutschland, der neunte in Österreich, sowie der achte in der Schweiz. Es ist sein sechster Top-10-Erfolg in Österreich und sein vierter in der Schweiz. Als Musikproduzent ist dies Forsters achter Charterfolg in Deutschland und Österreich, sowie sein sechster in der Schweiz. Es ist sein sechster Top-10-Erfolg in Österreich.
Mayer erreichte in seiner Tätigkeit als Autor zum 13. Mal die Charts in Deutschland sowie zum neunten Mal in Österreich und zum siebten Mal in der Schweiz. Als Produzent ist es sein 16. Charterfolg in Deutschland, auch der neunte in Österreich und ebenfalls der siebte in der Schweiz. In beiden Funktionen ist sein fünfter Top-10-Erfolg in Österreich sowie nach Au revoir (Mark Forster feat. Sido) und Chöre (Mark Forster) der dritte in der Schweiz. Für Nitt stellt es jeweils als Autor und Produzent den achten Charterfolg in Deutschland dar, sowie sein siebter in Österreich und sein sechster in der Schweiz. Es ist sein fünfter Top-10-Erfolg in Österreich, sowie ebenfalls nach Au revoir und Chöre sein dritter in der Schweiz.
| ChartsChartplatzierungen | Höchstplatzierung | Wochen |
| ------------------------ | ----------------- | ------ |
| Deutschland (GfK)        | 34 (17 Wo.)       | 17     |
| Österreich (Ö3)          | 7 (16 Wo.)        | 16     |
| Schweiz (IFPI)           | 9 (18 Wo.)        | 18     |

### Auszeichnungen für Musikverkäufe
Am 20. März 2018 wurde Kogong in Österreich und am 2. August 2018 in Deutschland mit einer Goldenen Schallplatte ausgezeichnet. Für Forster ist dies in Österreich die fünfte und in Deutschland die siebente Single, die mindestens Gold-Status erreichte.

| Land/Region        | Auszeichnungen für Musikverkäufe (Land/Region, Auszeichnung, Verkäufe) | Verkäufe |
| ------------------ | ---------------------------------------------------------------------- | -------- |
| Deutschland (BVMI) | Gold                                                                   | 200.000  |
| Österreich (IFPI)  | Gold                                                                   | 15.000   |
| Schweiz (IFPI)     | Gold                                                                   | 10.000   |
| Insgesamt          | 3× Gold ·                                                              | 225.000  |

## Coverversionen
- 2018: Judith Holofernes: Die deutsche Popsängerin coverte das Stück im Rahmen der VOX-Musiksendung Sing meinen Song – Das Tauschkonzert. Das Stück ist auch auf dem dazugehörigen Sampler zu finden.[18] Während des Staffelfinales sang Holofernes das Lied im Duett mit Forster.[19] Diese Version blieb bislang unveröffentlicht.